# Ill at Ease
Ill at Ease è l'album studio di debutto del gruppo punk rock statunitense The Methadones.

## Tracce
1. Solitude – 2:36
2. Hygene Aisle – 4:01
3. Wake Up – 2:55
4. Past Mistakes – 2:42
5. Bottom Our – 3:34
6. Take a Look – 4:57
7. Slow Down – 2:18
8. Whole Lot of Nothing – 2:14
9. Who Am I? – 3:19
10. Ill at Ease – 4:15